# Rhyacophila orghidani
Rhyacophila orghidani is een schietmot uit de familie Rhyacophilidae. De soort komt voor in het Palearctisch gebied.